# Sanandadż
Sanandadż (arab. سنندج) – miasto w zachodnim Iranie, w Górach Kurdystańskich, ośrodek administracyjny ostanu Kurdystan. Około 205 tys. mieszkańców.

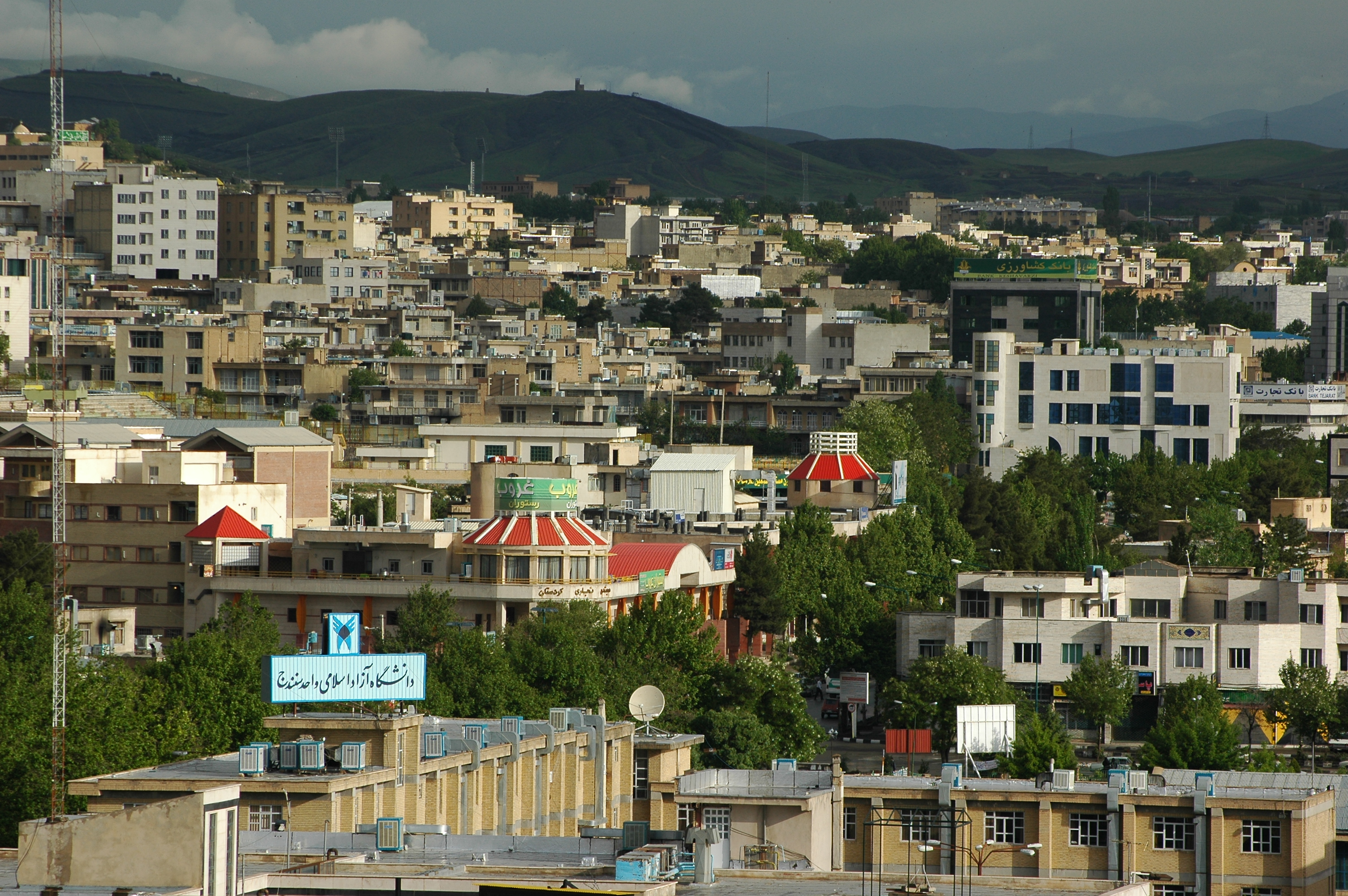
Widok na miasto